# 布赫霍斯特
布赫霍斯特是德国石勒苏益格－荷尔斯泰因州的一个市镇。总面积5.19平方公里，总人口169人，其中男性80人，女性89人（2011年12月31日），人口密度33人/平方公里。